# Oeseo-myeon, Sangju
Oeseo-myeon (koreanska: 외서면) är en socken i den centrala delen av Sydkorea,  175 km sydost om huvudstaden Seoul. Den ligger i kommunen Sangju i provinsen Norra Gyeongsang.